# Jael Ferreira
Jael Ferreira Vieira, eller bara Jael, född 30 oktober 1988 i Várzea Grande i Brasilien, är en brasiliansk fotbollsspelare som spelar för FC Tokyo. Under några månader våren 2010 spelade han för Kalmar FF. 

## Karriär

### I Sverige
Den temperamentsfulle brasilianaren hade gjort 10 mål på 20 matcher i brasilianska andradivisionen 2009 och värvades till Kalmar FF inför 2010 års säsong. Tiden i Kalmar blev dock turbulent och klubben och spelaren valde att bryta kontraktet efter några månader.

### Åter i Brasilien
Väl tillbaka i sitt hemland gjorde Jael en stark comeback i sitt gamla klubblag Bahia. Mål i ungefär varannan match var facit när han i februari 2011 åter hamnade i trubbel. På grund av olika åsikter och bråk om lönen ska han ha slagit till klubbens direktör varpå Jael genast fick sparken - åter igen.

### Webbsidor
- Jael Ferreira på Soccerway (engelska)
- Jael Ferreira på Svenska Fotbollförbundets webbplats
- Kalmar FF:s officiella hemsida
- Jael på transfermarkt.com.uk